# Mitredon
Mitredon — вимерлий рід цинодонтів, який існував у формації Флемінг-фіорд у Ґренландії в епоху пізнього тріасу. Типовий і єдиний вид — Mitredon cromptoni. Мітредон відомий лише за голотипом, який складається з часткової зубної кістки, що зберігає кілька неповних щічних зубів.